# Pieve (Trenzano)
Pieve è una località del comune di Trenzano, posta a settentrione dell'abitato principale.

## Toponimo
La località si trova vicino a resti romani trovati tra Trenzano e Castrezzato e deve il proprio nome alla Basilica Alba, l'antica chiesa sorta su queste terre e poi abbandonata.